# Noxapater
La ville de Noxapater est située dans le comté de Winston, dans l’État du Mississippi, aux États-Unis. Elle comptait 419 habitants lors du recensement de 2000.

## Source
- (en) Cet article est partiellement ou en totalité issu de l’article de Wikipédia en anglais intitulé « Noxapater, Mississippi » (voir la liste des auteurs).